# Cantone di Vouvray
Noto anche per l'omonimo vino, il Cantone di Vouvray è una divisione amministrativa dell'arrondissement di Tours.
A seguito della riforma approvata con decreto del 18 febbraio 2014, che ha avuto attuazione dopo le elezioni dipartimentali del 2015, è passato da 11 a 10 comuni.

## Composizione
Gli 11 comuni facenti parte prima della riforma del 2014 erano:
- Chançay
- Chanceaux-sur-Choisille
- Monnaie
- Neuillé-le-Lierre
- Noizay
- Notre-Dame-d'Oé
- Parçay-Meslay
- Reugny
- Rochecorbon
- Vernou-sur-Brenne
- Vouvray

Dal 2015 i comuni appartenenti al cantone sono i seguenti 10:
- Chançay
- Chanceaux-sur-Choisille
- Mettray
- Monnaie
- Notre-Dame-d'Oé
- Parçay-Meslay
- Reugny
- Rochecorbon
- Vernou-sur-Brenne
- Vouvray